# タコマ (哨戒フリゲート)
|          | |
| 艦歴     | |
| 発注     | |
| 起工     | 1943年3月10日                                                                                                   |
| 進水     | 1943年7月7日 |
| 就役     | 1943年11月6日 1949年12月1日                                                                                     |
| 退役     | 1945年8月16日 1973年2月28日                                                                                     |
| その後   | 韓国海軍に貸与 返還後博物艦船として公開                                                                         |
| 除籍     | 1973年4月2日 |
| 性能諸元 | |
| 排水量   | 1,264トン |
| 全長     | 303 ft 11 in (92.6 m)                                                                                           |
| 全幅     | 37 ft 6 in (11.4 m)                                                                                             |
| 吃水     | 13 ft 8 in (4.1 m)                                                                                              |
| 機関     | ボイラー3基 5,500軸馬力 タービン2基 2軸推進                                                                     |
| 最大速力 | 20ノット (37 km/h)                                                                                              |
| 航続距離 | |
| 乗員     | 190名 |
| 兵装     | 3インチ50口径対空砲3門 40mm機関砲 4門 20mm機関砲 9門 ヘッジホッグ 1基 対潜爆雷投射機（Y砲）8基 爆雷投下軌条 2条 |

タコマ (USS Tacoma, PF-3) は、アメリカ海軍の哨戒フリゲート。タコマ級フリゲートの1隻。艦名はワシントン州タコマに因む。その名を持つ艦としては3隻目。

## 艦歴
タコマは海事委任契約（船体番号1421）の下1943年3月10日にカリフォルニア州リッチモンドのカイザー・カーゴ社で PG-111 （砲艦）として起工する。1943年4月15日に PF-3 （哨戒フリゲート）へ艦種変更され、1943年5月5日にタコマと命名された。1943年7月7日にA・R・バーガーセン夫人によって進水し、1943年11月6日に艦長エイドリアン・F・ヴェルナー沿岸警備隊少佐の指揮下就役した。
12月にカリフォルニア沖で整調訓練を完了すると、タコマは1944年1月に訓練艦としての任務に就く。6月27日までフリゲートに乗艦予定の水兵を訓練し、海上公試の完了後、アラスカ州海域への移動を命じられた。しかしながら公試は不調に終わり、機関室の火災のためアラスカへの移動は10月まで行われなかった。10月21日にコディアックに到着し、続く4ヶ月間をアラスカ州沿岸およびアリューシャン列島の島々の間で対潜哨戒、補給船の護衛などに費やし、アッツ島、エイダック、ダッチハーバーなどを訪問した。

### ソ連海軍で
1945年2月23日、タコマはダッチハーバーを出港して南に向かい、ソ連海軍に引き渡す準備のため最初にサンフランシスコで、続いてブレマートンでの広範囲オーバーホールが行われた。7月10日、タコマはアラスカ州のコールド・ベイに戻り、乗艦予定のソ連海軍の兵士に対する訓練を始める。タコマは8月16日にコールド・ベイで退役し、レンドリース法に基づきソ連海軍に貸与された。ソ連では「護衛艦」を意味する「EK」の略号を付与され、EK-12 の名で就役し、4年にわたって活動した。
その後タコマは1949年10月16日に横須賀でアメリカ海軍に返還され、同地で保管された。1950年6月に朝鮮戦争が勃発すると、8月に再就役の準備を開始し、12月1日に横須賀で再就役する。翌日から15日間、横須賀沖および相模湾、東京湾で整調訓練を行う。12月18日から25日まで横須賀で整調後の信頼性試験を行い、その後長崎県の佐世保に向かう。12月28日、タコマは韓国沿岸へ向けて出航した。

### 朝鮮戦争
続く数ヶ月間、タコマは国際連合の海上封鎖および護衛部隊である第95任務部隊に所属して活動した。1951年1月30日に上陸作戦に先立ってKansongで陽動のための砲撃を行う。その日の午後には同じく高城郡に対して攻撃を行った。タコマは2月1日に釜山に寄港し、その2日後佐世保に向かった。2月5日までにタコマは、2日ずつの砲撃命令のため江陵の東部海岸に戻った。7日と8日には襄陽郡に対して、9日と10日にはHwangpoに対して砲撃を行った。Hwangpoへの砲撃後はChikute島を偵察する。タコマは2月13日に佐世保へ戻り19日まで留まった後、北朝鮮の元山湾に向かった。2月22日に元山に到着し、続く4日間は上陸作戦に参加、24日にはSin Doに対して韓国海兵隊の110名が上陸に成功した。翌日タコマは元山を離れ佐世保に向かう。佐世保には2月27日到着し3月10日まで停泊、その後横須賀に向かい、4月23日まで信頼性試験が行われた。

1951年4月3日、アメリカ海軍極東軍の構成が再編成された。その結果第7艦隊および極東グループに所属していた部隊は第92任務部隊の新たな補給グループに統合されることと成った。タコマは4月後半にドックを出渠したが、新たな任務部隊に護衛として配属され、任務を継続した。その後9月まで日本と韓国の間の補給船を護衛し、対潜哨戒および沿岸への火力支援も行った。

### 韓国海軍で
1951年10月9日、タコマは大韓民国へ移管された。韓国海軍では大同江（テドンガン、ROK Daedonggang, PF-63）の艦名で1973年2月28日まで就役した。退役後はアメリカ海軍に返還され、1973年4月2日に除籍された。その後タコマは韓国海軍に寄贈され、訓練艦および博物館船として公開された。
タコマは朝鮮戦争の戦功で3個の従軍星章を受章した。